# Calafindești
Calafindești is een Roemeense gemeente in het district Suceava.
Calafindești telt 2835 inwoners.